# Enallagma praevarum
O Enallagma praevarum é um Zigóptero da família Coenagrionidae, nativo do oeste dos Estados Unidos, e do sul do México.